# Veinte de Noviembre, Venustiano Carranza
Veinte de Noviembre är en ort i Mexiko.   Den ligger i kommunen Venustiano Carranza och delstaten Chiapas, i den sydöstra delen av landet, 800 km öster om huvudstaden Mexico City. Veinte de Noviembre ligger 675 meter över havet och antalet invånare är 104.
Terrängen runt Veinte de Noviembre är kuperad åt nordost, men åt sydväst är den platt. Runt Veinte de Noviembre är det ganska glesbefolkat, med 47 invånare per kvadratkilometer. Närmaste större samhälle är Venustiano Carranza, 10,7 km väster om Veinte de Noviembre. Omgivningarna runt Veinte de Noviembre är en mosaik av jordbruksmark och naturlig växtlighet.